# أخطبوط دامبو

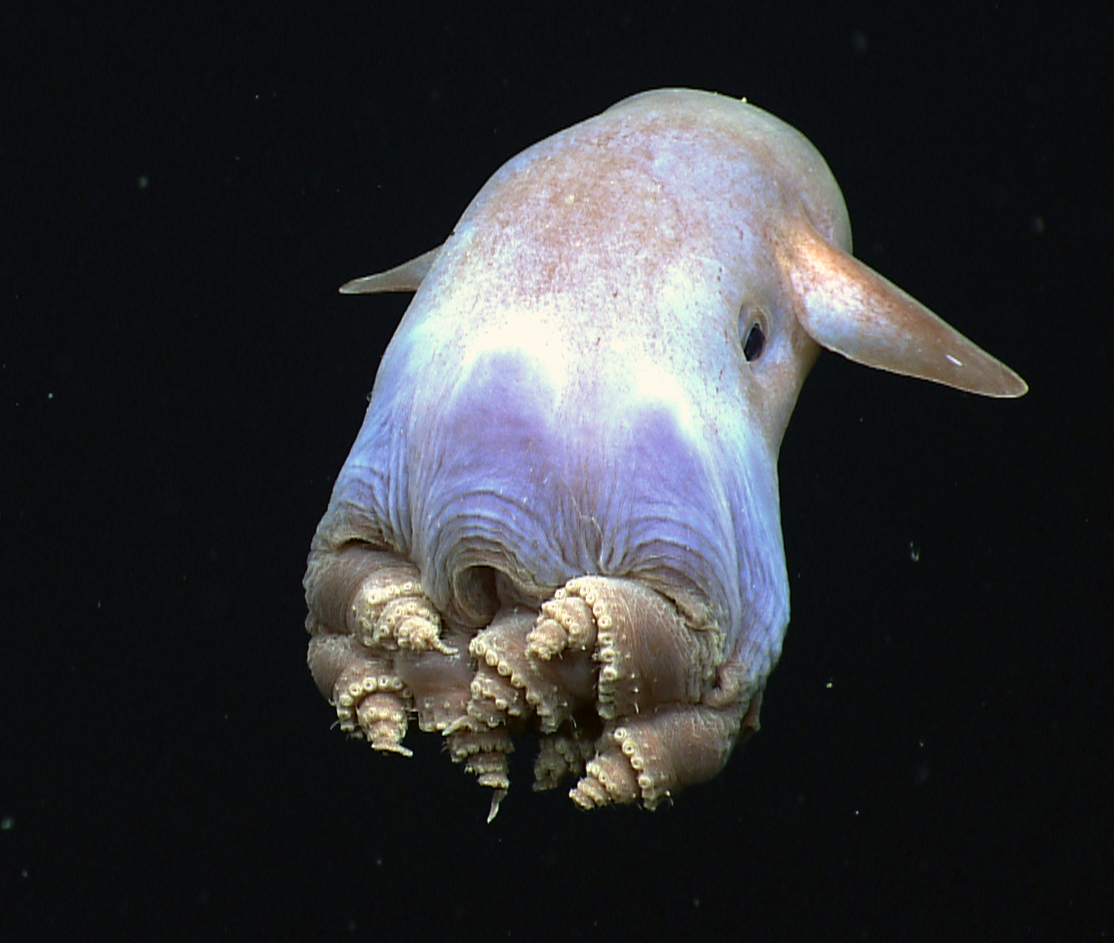

أخطبوط دامبو هو حيوان تم اكتشافة في عام 1999م يوجد منه سبعة وثلاثون نوعاً ويعيش في أعمق نقطة في مياه المحيط أي سبعة آلاف متر تحت سطح الماء ويعتمد في غذاه على الرخويات والقواقع والمجدافيات والقشريات.